# Белиц
Белиц (њем. Beelitz) град је у њемачкој савезној држави Бранденбург. Једно је од 38 општинских средишта округа Потсдам-Мителмарк. Према процјени из 2010. у граду је живјело 11.963 становника. Посједује регионалну шифру (AGS) 12069017.

## Географски и демографски подаци
Белиц се налази у савезној држави Бранденбург у округу Потсдам-Мителмарк. Град се налази на надморској висини од 40 метара. Површина општине износи 180,1 km². У самом граду је, према процјени из 2010. године, живјело 11.963 становника. Просјечна густина становништва износи 66 становника/km².